# 史前不列颠
根据地质学家的看法，当人类已经出现时，不列颠岛还与欧洲大陆毗连，并未孤悬海外，但具体的分离时间尚未定论。最早的不列颠人大致是从欧陆来的少量原始人。
大約是距今一万年前的冰川纪，不列颠与欧洲大陆之间的北海南部浅处是一片沼泽地带，或者是一片尚未沉入水中的大陆架地区。

## 舊石器時代
根据地质学家的考察，大约40万年前人类从大陆来到不列颠。考古学家在泰晤士河河谷发现的最早的人骨化石被称为“斯旺斯孔布人”（Swanscombe Man）。

### 下舊石器時代
（约35万2千–13万年前）

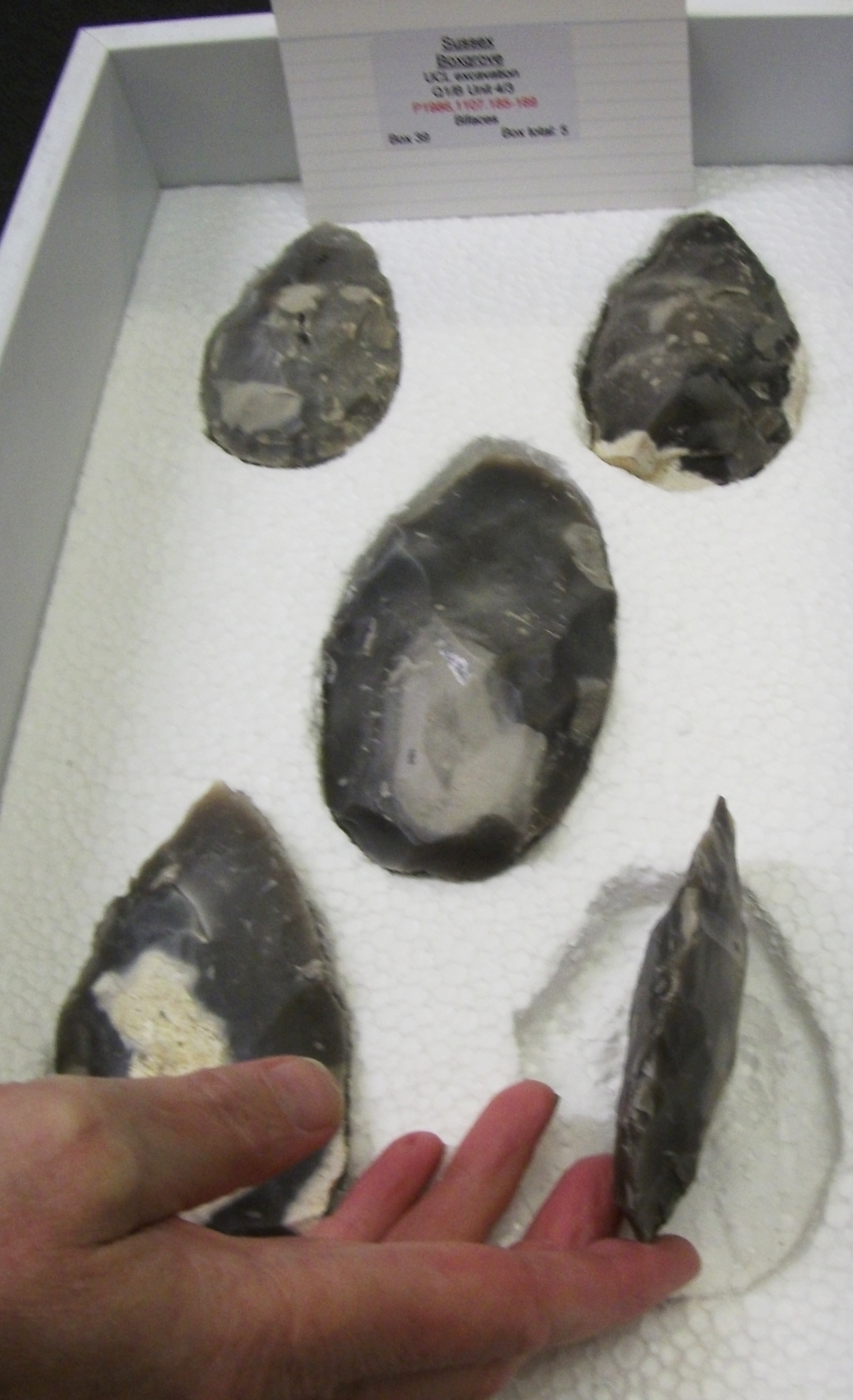
手軸，大英博物館。

之前的不列颠人口时有时无，狩猎技术使得不列颠更适合居留，直至距今约35万2千–13万年前的寒冷时期。不列颠在大约35万年前开始成为一个岛屿。考古发现了距今23万年的在威爾斯尼安德特人遗迹，这是世界上发现的最西北处的尼安德特人遗迹。

### 中舊石器時代
（約18萬至4萬年前）
约18万至约6万年前不列颠没有人类居住的证据。约6万至4万2千年前有限的尼安德特人居住在不列颠。

### 舊石器時代晚期
（約4萬至1萬年前）

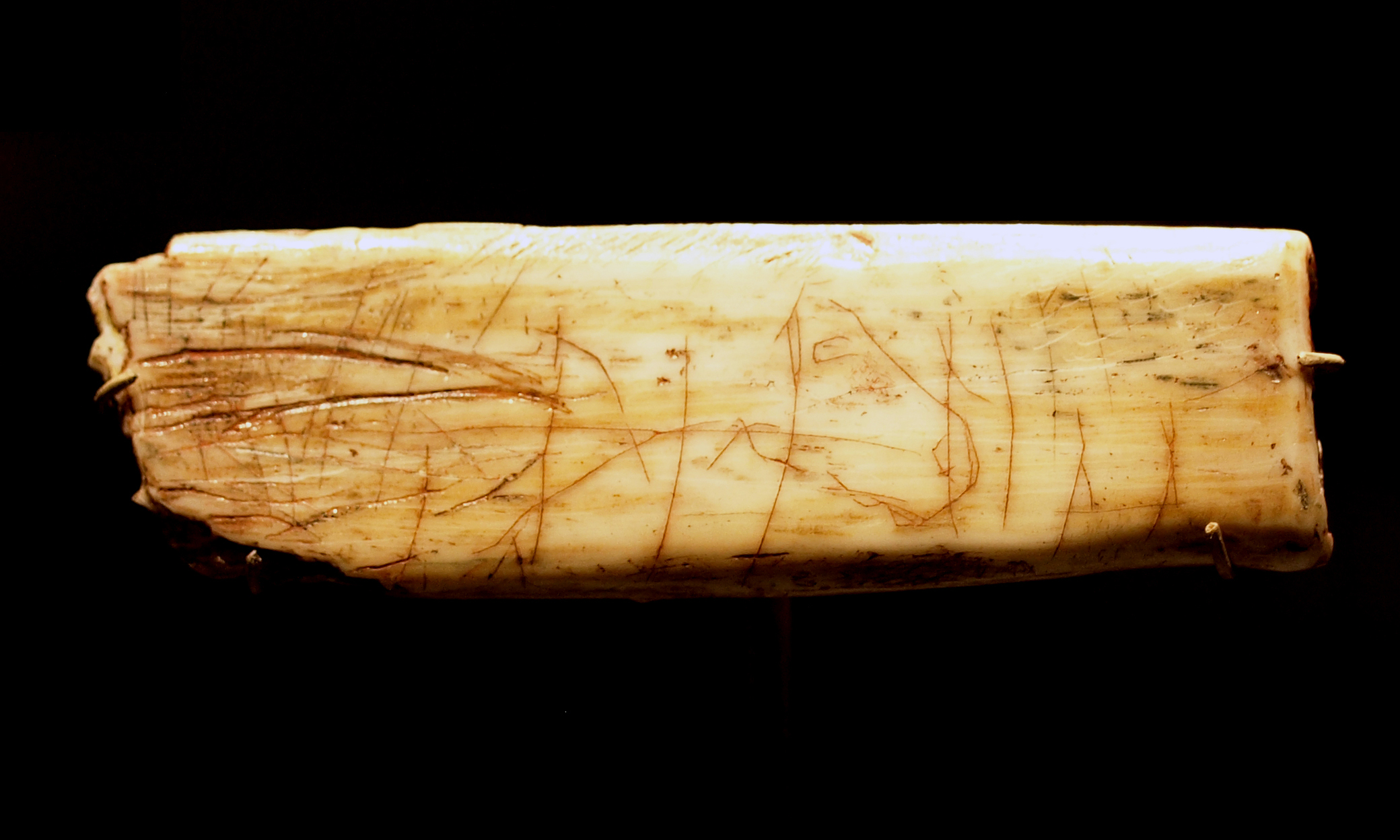
從克雷斯韋爾峭壁發現的羅賓漢洞馬。

考古发现距今4万年前至3万年前的人类更偏好居住在威尔士北部高地和英格兰的北部和西部，而非更为平坦的英格兰东部。距今约26,500年前至19,000–20,000年前的气候恶化把人类赶出了不列颠。距今14,700年前至12,900年前的冰川世纪末的温暖时期人类又回到不列颠。其后的极度严寒和冰川消融可能导致他们来来去去好几次。距今约12,890年前至约11,650年前不列颠又回到冰川时代，导致其后很长一段时间无人居住。

## 新石器時代
（約1萬到5500年前）
（約公元前4000年至前2000年）

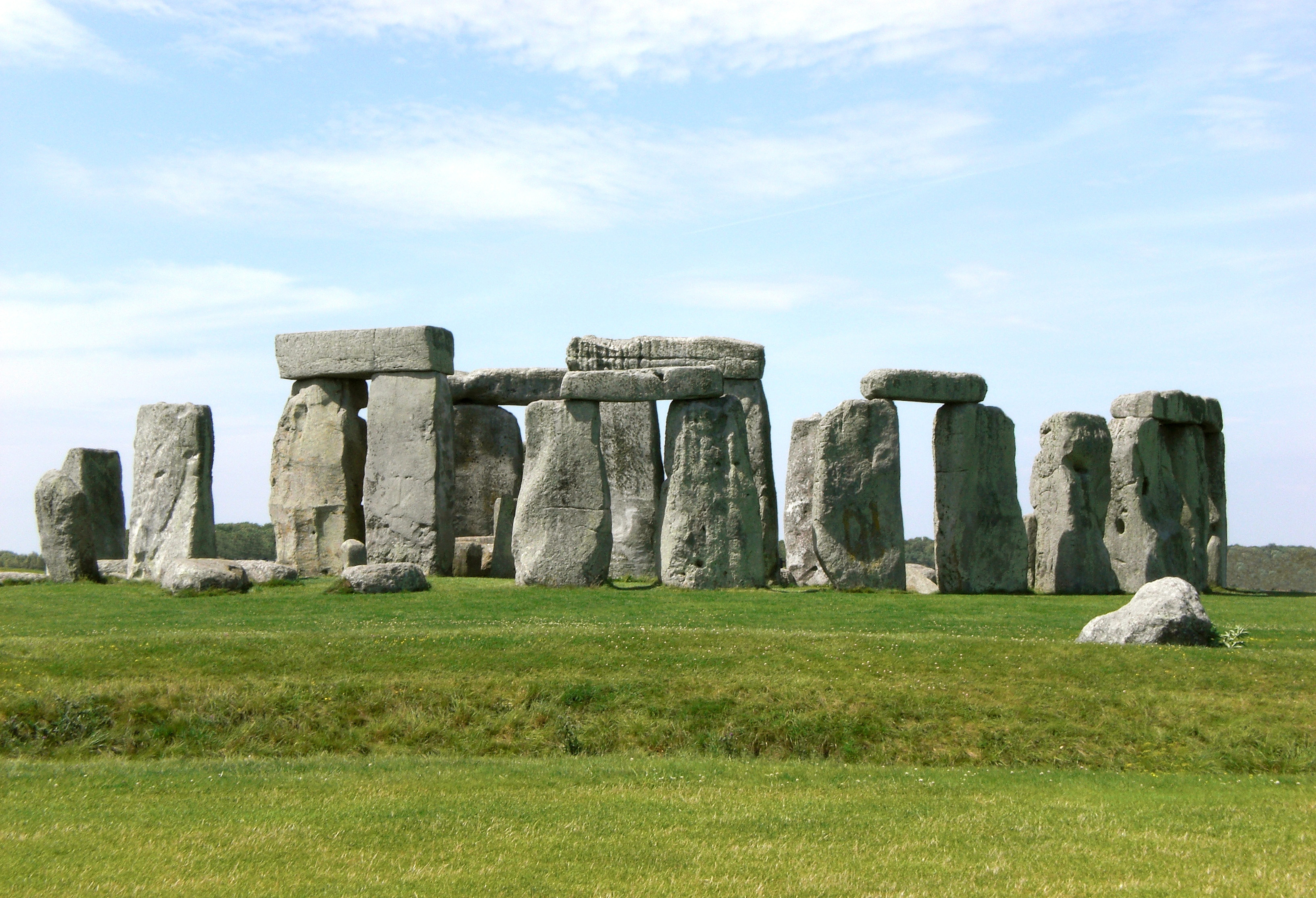
巨石陣

大约一万年前，伴随着气候的突然变暖，全新世到来。考古学家在不列颠发现的最早的新石器大约在5500－6000年前使用，这是不列颠新石器时代的发端。岛上人口继续得到来自大陆的补充。新来者带来了农耕技术和驯养技术，使得狩猎退居次席，并且宗教祭祀也成为一种生活内容。

### 新石器時代晚期
新石器时代后期，即前3000－1000年间不列颠出现了被称为“石圈（stonehenge）”的特殊建筑工程，根据建筑规模大小可分为石圈和石林两类。现今英国境内有石林遗迹80多处，石圈多达900多处。最著名的石圈是位于英格兰威尔特郡的巨石阵，现已成为英伦三岛的旅游热点。

## 青銅時代
（約公元前2200至前750年）

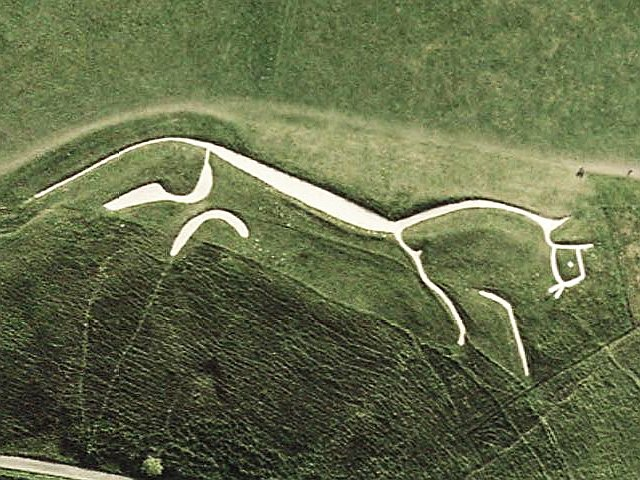
優芬頓白馬

不列颠的青铜时代大致始于公元前2000－600年间。这一时期诞生了很多文化，主要的考古发现有：
1. 陶盆文化，前2000－前1200年，分布在今英格兰南部苏塞克斯、林肯郡、泰晤士河流域。
2. 威塞克斯文化，前2000－1600年，出现在英格兰南部，其中一些大墓葬群有青铜匕首、青铜斧，甚至还有金器琥珀饰品，说明当时已经有了等级的划分。

谁带来了青铜冶炼技艺？很有可能是那些从大陆来的“渴望土地的农民”们。他们被泛称为凯尔特人，分为布里吞、高特尔、比尔格等部落。不列颠的名称就来自于布里吞部族。凯尔特人善于经营农业，耕作方法一直沿用到铁器时代。

## 鐵器時代

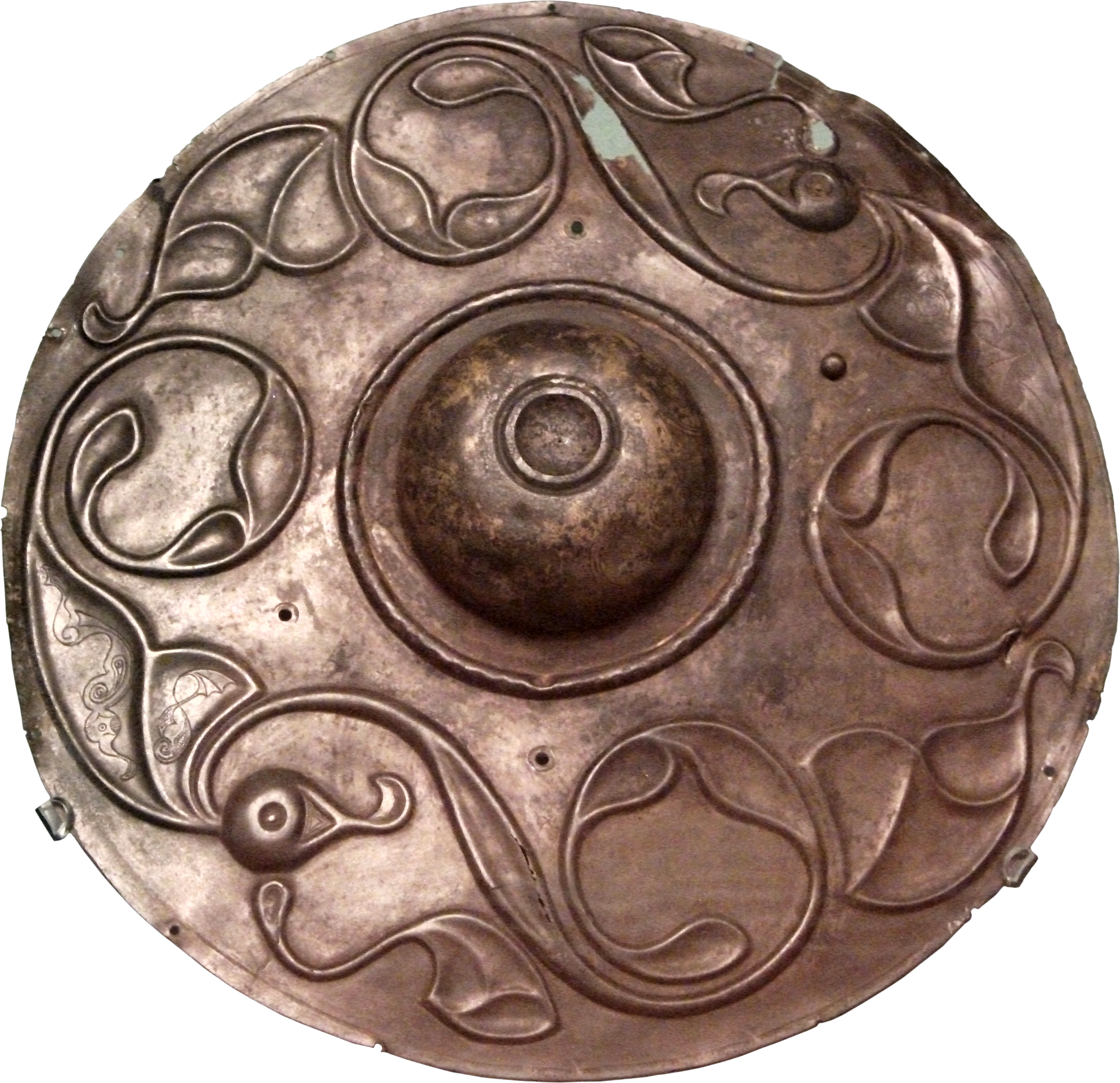
旺茲沃思盾，公元前2世紀，拉登風格的另一種樣式。

谁是不列颠铁器时代的缔造者，欧洲学者和英国学者也有不同的看法，欧洲学者多认为不列颠铁器来自欧洲中部，显然受到了奥地利、希腊的影响，而英国考古界认为当时不列颠土著居民有的已经掌握了冶铁技术。
铁器的使用使得国家出现了。南部的凯尔特人建立了若干的小国，通称为“比尔盖王国”，以最后一批进入不列颠的布里吞族部落为名。

## 前羅馬鐵器時代晚期

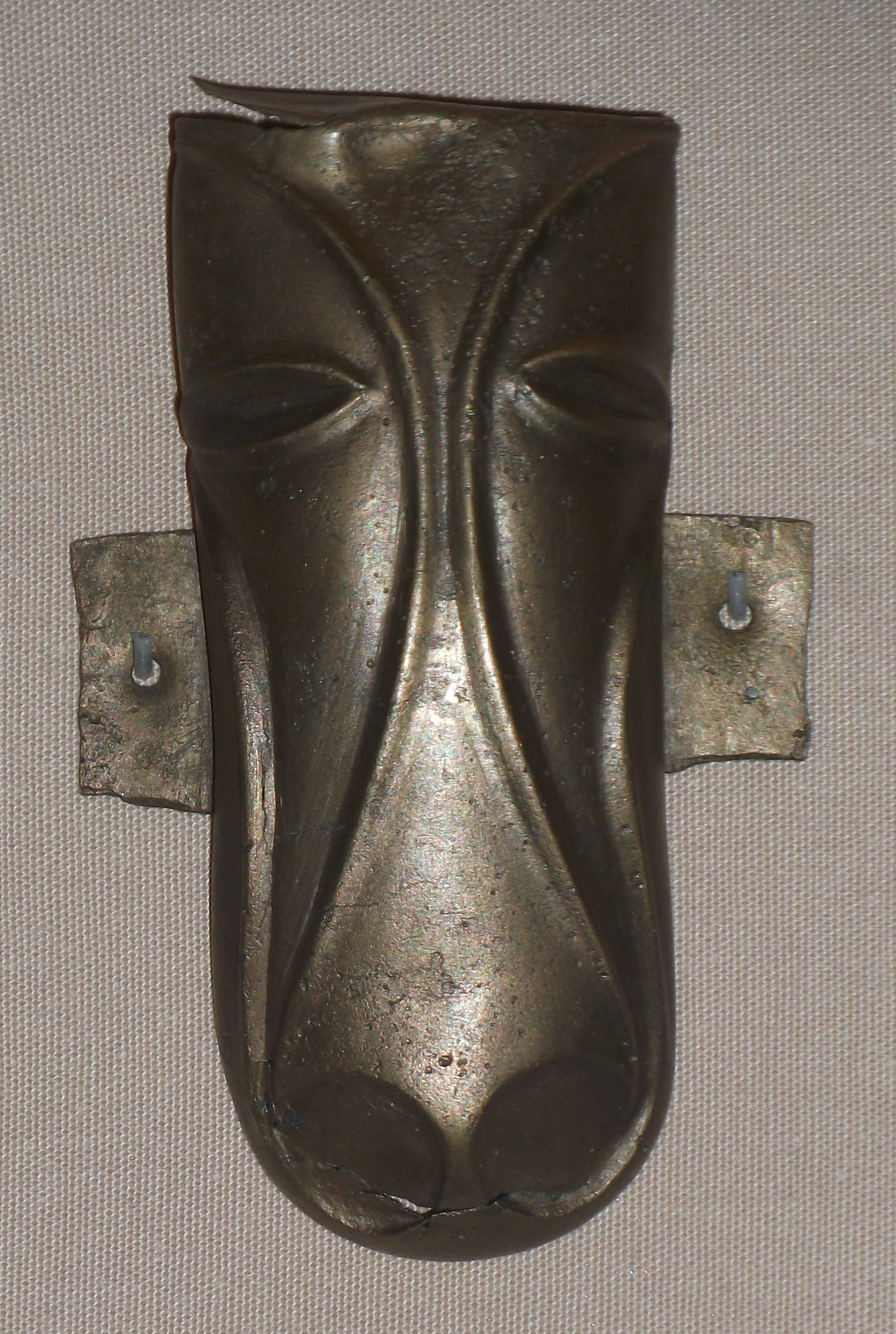
公元1世紀，拉登風格的英國坐騎面具，10厘米。

从约公元前200年至公元43年，人口数目不详的贝尔盖人定居在不列颠南部的大部分海岸。罗马入侵前的最后几个世纪里不列颠生活水平提升。约公元前100年，铁块开始被用作货币。随着罗马帝国向北扩张，罗马开始对不列颠感兴趣。